# ProCo RAT
Caractéristiques
La ProCo RAT est une pédale de distorsion pour guitare électrique créée par l'entreprise américaine Pro Co Sound en 1979. La ProCo RAT est le premier modèle, qui a été décliné par la suite en divers modèles.

## Caractéristiques
À l'époque de sa sortie, la RAT est l'une des premières pédales de distorsion avec un fort taux de saturation, permettant d'obtenir des sons lourds pour le rock et le hard-rock. Son circuit s'inspire de la MXR Distortion +, avec plusieurs changements, comme des transistors au silicium plutôt qu'au germanium, et des résistances plus faible pour augmenter la quantité de signal arrivant dans l'op amp. Cela produit une saturation plus importante que les autres pédales d'overdrive de cette période. Cette pédale fait partie des pédales de saturation les plus significatives historiquement, aux côtés de la Fuzz Face, la Big Muff ou de la Tube Screamer.

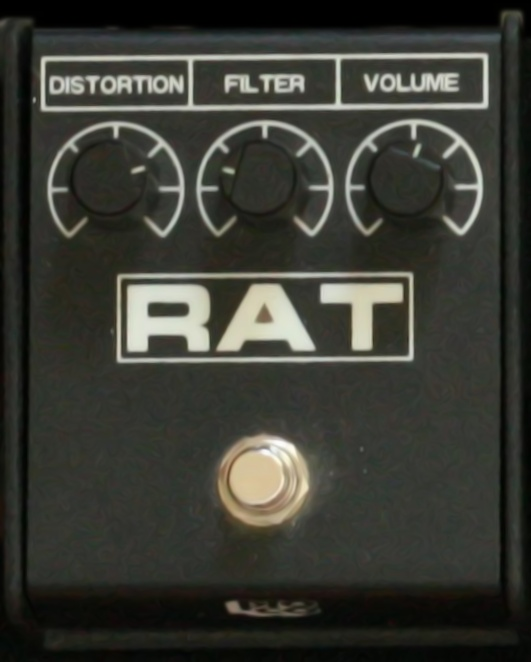
La ProCo RAT.

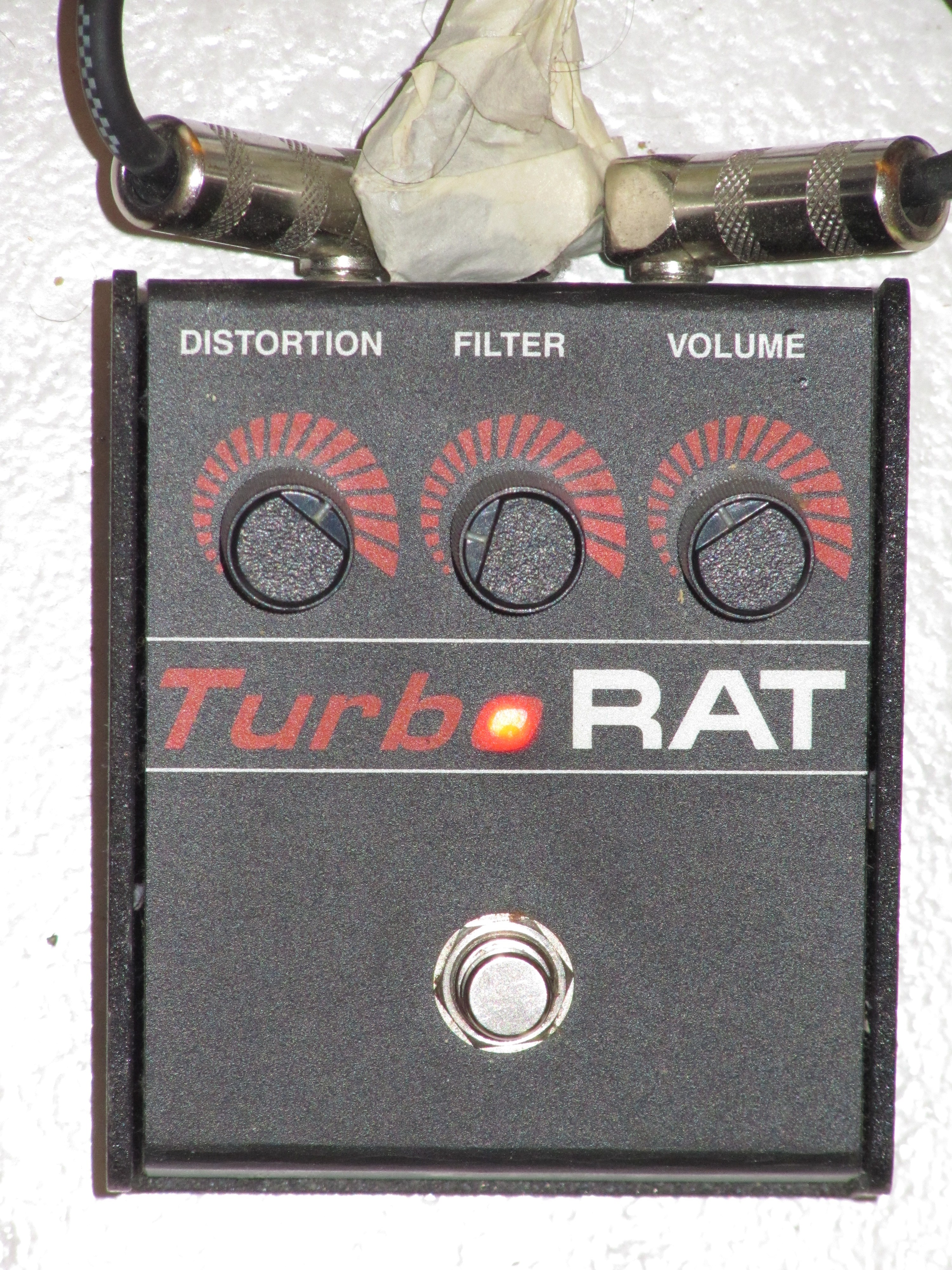
la ProCo Turbo RAT.